# 紫陽花双鶏図 (動植綵絵)
『紫陽花双鶏図』（あじさいそうけいず）は、伊藤若冲の日本画『動植綵絵』の全30幅中の1幅である。画面全体を覆い尽くすアジサイと2羽のニワトリが描かれている。

## 背景
『動植綵絵』は江戸時代の日本画家・伊藤若冲の代表作のひとつである。若冲は両親、弟、自分自身の永代供養を願って『釈迦三尊像』と本画を製作し、1765年に相国寺に寄進した。その後は同寺のもとに伝わったが、同寺が廃仏毀釈の影響で貧窮したため、1889年（明治22年）に1万円の下賜金と引き換えに明治天皇へと献上された。その後は御物として皇室の管理化にあったが、1989年（平成元年）に日本国へ寄贈され皇居三の丸尚蔵館の所蔵となった。『動植綵絵』の題は若冲が自ら寄進状に記した名称であり、その名の通り30幅いずれもさまざまな動植物をモチーフとしている。『動植綵絵』の大きな特徴として独創的な色彩表現が挙げられる。技法自体は伝統的な絹絵の表現方法を踏襲しているものの、絵具の種類やその重ね方、裏彩色の活かし方を工夫することで独自の色彩表現として成立している。皇居三の丸尚蔵館学芸室主任研究官の太田彩は本作の製作にかかった10年を「若冲飛躍の10年であり、若冲画風確立の10年であった」と述べている。また、若冲の作品群の中でも特に高い評価を得ており、「『動植綵絵』は別格」などとも評される。本項では『動植綵絵』30幅のうち1幅『紫陽花双鶏図』について詳述する。

## 内容

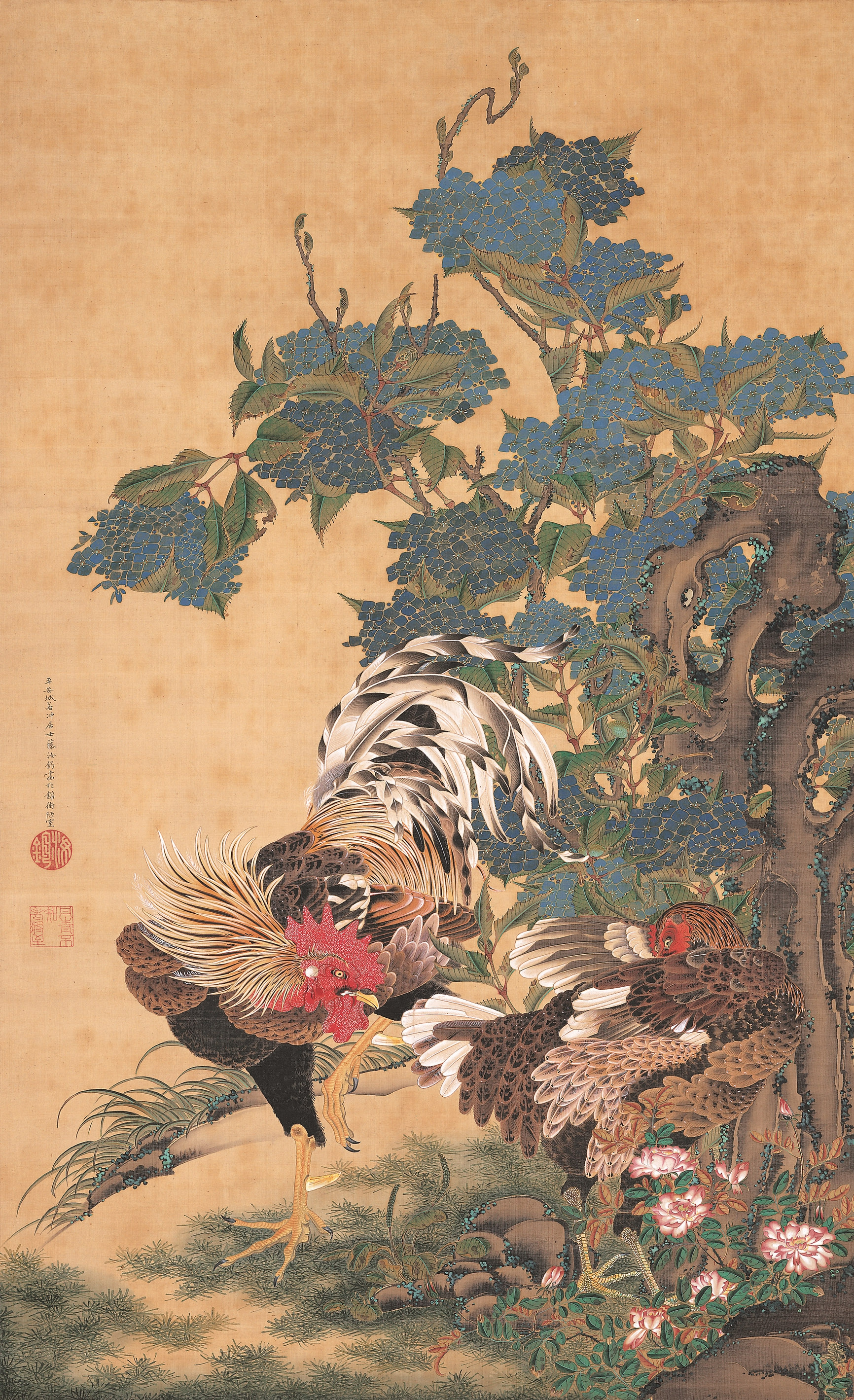
『紫陽花双鶏図 (プライス・コレクション)』

画面全体を覆い尽くすアジサイと2羽のニワトリが描かれている。プライス・コレクションの『紫陽花双鶏図』が先行作品として存在し、図様は類似しているが構図に発展性がみられる。絹本着色。寸法は縦142.9センチメートル、横79.7センチメートルである。『藤景和画記』では「堆雲畳霞」（たいうんじょうか）と第されており、大典顕常は画面上部のアジサイを雲に、下部のツツジとバラを霞に見立てている。また、辻惟雄は本画を「『動植綵絵』の中でも屈指の力作」と評している。
2羽のニワトリは画面を覆い尽くすアジサイにも劣らぬ存在感があり、太田彩は雄鶏の頭部の赤と表情の強さがその理由であろうと述べている。威嚇するような勇ましい姿態はメスへの求愛行動を表現していると思われる。頭部の赤は辰砂と薄墨を併用することで表現されている。
雌鶏は脚で顔を覆っている。『動植綵絵』の鶏で唯一細やかな裏彩色が施されており、他画の鶏にはない特殊な彩色表現となっている。くちばしは裏彩色に緑青が施され、その上に墨線と茶もしくは緑の染料、その上に再び緑青、胡粉、黄染料の順に重ねられている。脚にもくちばしと同様に緑青の裏彩色が施されている。尾と翼には薄く胡粉の裏彩色が施されており、その上から代赭を施すことで表情の柔らかさを演出している。また、尾には現実ではあり得ないような水玉模様が配されている。顔の中心にはピンクの裏彩色が施されており、こうした彩色の特徴から、雄鶏の求愛行動に頬を紅潮させて応える姿を表現していると思われる。
花はアジサイを中心にバラとツツジがニワトリ達を覆うように描かれている。太田彩は本画の構成を「つがいの誕生を慶祝している華やかな一画面」と表現している。本画の白の表現は胡粉によるものである。アジサイの花は同じ形を繰り返すため単調な画面になりやすいが、胡粉の濃淡に差をつけることで単調にならないよう工夫されている。バラとツツジのピンクは胡粉と赤染料を併用して表現し、蕊の黄色は石黄が使われているが、緑青や群青と重なる箇所は銅と反応して茶色く変色している。蕊の中央部には緑染料で裏彩色が施されている。アジサイとバラの葉は染料のみで、ツツジの葉は染料と顔料を併用して描かれている。葉脈は3種いずれも中央線に顔料を用い、左右に伸びる箇所は墨線で表現されている。
背景の岩肌の黒っぽい部分は群青によるものであり、画面下部のやや明るい岩肌は黄土の裏彩色が施されている。

## 落款
本画は『動植綵絵』のうち制作年代が明らかになっている7幅のひとつである。款記には「宝暦己卯秋平安錦街居士若冲造」とあり、「宝暦己卯秋」との記述から月は不明だが宝暦9年秋の制作であることがわかっている。制作年代の明らかになっている7幅のうち5幅が1959年作で、加えて同年には『鹿苑寺大書院障壁画』50面も制作しているため、同年の若冲の制作意欲の高さがうかがえる。
印は白文方印で「汝鈞」と、朱文円印で「藤氏景和」と捺されている。「汝鈞」は名、「景和」は字、「藤」は姓を意味する。